# Bocígano
Bocígano es una pedanía del municipio español de El Cardoso de la Sierra, en la provincia de Guadalajara, comunidad autónoma de Castilla-La Mancha. En 2017 contaba con 4 habitantes.

## Geografía física
Se sitúa en el noroeste de la provincia de Guadalajara, en la comarca de la Serranía, linda con la Comunidad de Madrid.

## Historia
El territorio es repoblado durante la reconquista por la Comunidad de Villa y Tierra de Sepúlveda, quedando encuadrado el pueblo dentro del Ochavo de Sierra.
Su nombre proviene de buey, ya que es un pueblo de tradición pastoril. Ya en 1530 aparecieron los primeros escritos que nombraban esta localidad. Antes había dos aldeas pertenecientes a Bocígano: El Bustar y Pinarejo, hoy ya no existen. En 1833, al igual que muchos otros municipios, cambió, y pasó a tener su propio ayuntamiento.
Hacia mediados del siglo XIX, el lugar, por entonces con ayuntamiento propio, tenía contabilizada una población de 226 habitantes. La localidad aparece descrita en el cuarto volumen del Diccionario geográfico-estadístico-histórico de España y sus posesiones de Ultramar de Pascual Madoz de la siguiente manera:

BOCIGANO: l. con ayunt. en la prov. de Guadalajara (13 leg.), part. jud. de Cogolludo (7), aud. terr. y c. g. de Madrid (23), dióc. de Toledo, vicaria general de Alcalá (17): sit. en un cerro con libre ventilacion, en particular por el N.; su clima es frio por las muchas nieves que caen, y sus enfermedades mas comunes, reumas y dolores de muelas. Tiene 70 casas, la de ayunt.; escuela de primera educacion, concurrida por 20 alumnos y dotada con 130 rs., y una igl. parr. (Ntra. Señora la Blanca), servida por un párroco, cuyo curato es de entrada y de provision ordinaria en concurso general. Confina el térm. N. Riaza y Riofrio; E. La Iruela; S. Colmenar, y O. Cardoso; dentro de él se encuentran muchas fuentes de buenas aguas. El terreno es de mala calidad y le bañan un riach. que baja de Berbellido y el arroyo de Bustar, que desagua en aquel; hay trozos de monte poblados de roble y brezo, que proporcionan abundantes leñas para combustible y carboneo. caminos: los que dirigen á Riaza y Buitrago, y algunas veredas para los pueblos inmediatos, todos en muy mal estado. El correo se recibe los sábados de la adm. de Buitrago, y sale los mismos dias. prod.: centeno, patatas y lino; cria ganado lanar merino y cabrio; caza de perdices y en el riach. hay muy buenas truchas. ind.: un molino harinero y el carboneo. pobl.: 64 vec., 226 alm. cap. prod.: 1.636,300 rs. imp.: 69,993. contr.: 6204.
(Madoz, 1846, p. 369)

El municipio de Bocígano desapareció en 1970, al ser incorporado, junto a Peñalba de la Sierra, al término municipal de El Cardoso de la Sierra. Todavía no contaba con luz, ni agua, ni ningún medio de comunicación, hasta 1981, que se construyeron esas infraestructuras.

## Urbanismo
Las casas son de mampostería de color muy oscuro, y tienen balcones de madera.

## Patrimonio
- Iglesia parroquial de Santa María la Blanca: es de estilo rural, tiene una torre de mampostería y en el interior hay un reloj. Entre las cosas que hay en el interior, hay un coro, un retablo, una pila bautismal de 1771. Está situada en la plaza mayor.
- Monasterio cisterciense del Real Sitio de Santuy: ya solo resisten algunos trozos de piedra, a este lugar venía el cardenal Cisneros a descansar. En el siglo XII, en el año 1199 se enterró al infante Sancho de Castilla. Ya en el siglo XVII, Diego de Colmenares encontró la tumba ya entre las ruinas del monasterio. También funcionó como fábrica de vidrio.
- Olma vieja: es un pretil de piedra, que data de 1914, servía para albergar un olmo que se secó en 1992, y ahora hay un nuevo pequeño olmo.

## Demografía
| Gráfica de evolución demográfica de Bocigano entre 1842 y 1960 |
| |
| Población de derecho según los censos de población del INE Población de hecho según los censos de población del INEEntre el censo de 1970 y el anterior, este municipio desaparece porque se integra en el municipio El Cardoso de la Sierra |

## Fiestas
- San Miguel o la Machada: son el penúltimo domingo de agosto, San Miguel, son famosas las fiestas de la Machada, son danzas antiguas de rito pastoril, esta fiesta está declarada de interés turístico provincial[cita requerida], en esta fiesta los mozos solteros o "machos" hacen una hoguera en la plaza del pueblo y llevan a los asistentes a beber limonada. Terminan cuando los "machos" preparan migas el domingo, después de no "haber pegado ojo" en toda la noche.
- La Paca y el Judas: Se celebran en Semana Santa y se preparan dos muñecos de paja que son quemados en la plaza, luego los mozos cogen ramas ardiendo y persiguen a los vecinos.